# Die Geissens – Eine schrecklich glamouröse Familie
Die Geissens – Eine schrecklich glamouröse Familie ist eine von RTLZWEI ausgestrahlte Reality-TV-Fernsehsendung mit der Millionärsfamilie um die Eltern Robert und Carmen Geiss sowie deren Töchtern Davina und Shania Geiss in den Hauptrollen.

## Konzept
Die Sendung gibt vor, die Reisen und den luxuriösen Alltag der Familie Geiss zu dokumentieren. Der Sender und die Familie Geiss behaupten, es handle sich bei dem Format im Wesentlichen um eine Dokumentation des echten Familienlebens. Kritiker sehen in der Sendung dagegen eine Pseudo-Doku. In dieser wird herausgestellt, dass – im Gegensatz zum Alltag eines Großteils der Bevölkerung – die Erwerbsarbeit bei den Geissens nur eine untergeordnete Rolle spielt; überwiegend werden der Alltag und die Freizeitgestaltung der Protagonisten im Jetset-Milieu porträtiert.

## Inhalt
In der Serie wird primär der Familienalltag geschildert, sei es der Einkaufsbummel zum Erwerb von Luxusgütern, beim Kauf repräsentativer Immobilien oder beim Kindergeburtstag. Die Familie präsentiert sich mit ihrer einfach strukturierten kölschen Mentalität in einer mondänen Welt in Form des Reality-TV. Dabei gibt sie Einblicke in ihren vom Luxusleben geprägten Tagesablauf.

## Rezeption
Cordula Schmitz charakterisierte 2012 auf welt.de die Welt der Geissens als „… immer ein wenig zu groß, zu Bling-Bling, zu viel Glitzer“. So stelle man sich „in Kleinappelsbüttel die ‚reichen Leute‘“ vor. Immer wieder breche „der Kleinbürger aus ihnen“ heraus. 2016 wurde von Tim Röhn und Marten Nagel auf welt.de geschrieben: „Die Sendung bietet Sehnsuchtsbilder exotischer Reiseziele – und mehr als das: ein lustvolles Fremdschämen, das schöne Gefühl, auch als Hartz-IV-Empfänger mehr Niveau zu haben als diese prolligen Millionäre.“
Ruth Schneeberger vermutete 2012 in der Tageszeitung Süddeutsche Zeitung den Grund für den Erfolg des Formates darin, dass dem Zuschauer das Gefühl gegeben werde, „echten Menschen zu begegnen“, die ein spannenderes, sorgenfreieres und pralleres Leben als er selbst erleben würden. Zudem klassifizierte die Zeitung die Sendung als „Trash-Format“. Stefan Winterbauer von Meedia kritisiert 2012 die Nähe von Robert Geiss zum Rotlichtmilieu, mit dessen Protagonisten er in Kontakt gestanden habe und dessen schlechte Umgangsformen und Vorurteile er übernommen habe.
In einem Artikel von Lars-Marten Nagel und Tim Röhn in der Welt am Sonntag wurden 2016 vor allem die aggressiven Umgangsformen von Robert Geiss kritisiert.
Die Sendung wurde bis 2012 mehrfach in der Comedy-Show Switch reloaded und ab Juli 2012 in der 1LIVE-Comedyreihe Global Geiss persifliert.

## Produktion
Zunächst produzierte die Sendung die Kölner Produktionsfirma Joker Productions. Carmen und Robert Geiss erhielten für ihr Auftreten eine Gage. Ab Mitte 2014 wollte Robert Geiss einen Anteil an der Produktionsfirma, weshalb er zusammen mit Carmen und Endemol Shine sowie einem kleineren Partner das Unternehmen GeissTV GmbH gründete, an der Carmen und Robert Geiss 40 Prozent der Anteile hatten. Nach zehn Monaten stieg Endemol Shine aus. Im Oktober 2015 übernahm die Roberto Geissini Holding AG die Geschäfte der GeissTV GmbH. Alleiniger Unternehmensleiter ist Robert Geiss.

## Ausstrahlung und Einschaltquoten
Die Ausstrahlung der ersten Staffel begann am 3. Januar 2011 und endete am 14. Februar 2011. Die erste Staffel enthielt sieben Episoden, die montags um 20:15 Uhr auf RTL II ausgestrahlt wurden. Die Zuschauerzahlen der ersten Sendung lagen bei 1,46 Millionen und 4,1 % Marktanteil, davon waren eine Million in der Zielgruppe von 14 bis 49 Jahren, was einem Marktanteil von 6,9 % entspricht. Die erste Staffel hatte durchschnittlich 1,71 Millionen Gesamtzuschauer und 5,1 % Marktanteil sowie 1,15 Millionen und 8,1 % Marktanteil bei den Zuschauern im Alter von 14 bis 49 Jahren. Bis einschließlich 2024 wurden insgesamt 22 Staffeln produziert. Bei der von Januar bis Mai 2024 ausgestrahlten 22. Staffel lagen die durchschnittlichen Gesamtzuschauerzahlen ab drei Jahren bei 0,71 Millionen, was einem Marktanteil von 2,7 % entspricht. In der Zielgruppe von 14 bis 49 Jahren waren es durchschnittlich 0,35 Millionen Zuschauer und 6,3 % Marktanteil.
| Staffel | Episoden | Ausstrahlung (Deutschland) auf RTLZWEI   |
| ------- | -------- | ---------------------------------------- |
| 1       | 7        | 3. Januar 2011 bis 14. Februar 2011      |
| 2       | 12       | 19. September 2011 bis 5. Dezember 2011  |
| 3       | 17       | 26. März 2012 bis 1. Oktober 2012        |
| 4       | 16       | 8. Oktober 2012 bis 21. Januar 2013      |
| 5       | 13       | 22. April 2013 bis 24. Juni 2013         |
| 6       | 26       | 30. September 2013 bis 17. Februar 2014  |
| 7       | 15       | 21. April 2014 bis 17. November 2014     |
| 8       | 15       | 24. November 2014 bis 23. Februar 2015   |
| 9       | 15       | 23. Februar 2015 bis 20. April 2015      |
| 10      | 18       | 14. September 2015 bis 28. Dezember 2015 |
| 11      | 15       | 4. Januar 2016 bis 25. April 2016        |
| 12      | 15       | 26. September 2016 bis 16. Januar 2017   |
| 13      | 13       | 16. Januar 2017 bis 6. März 2017         |
| 14      | 16       | 16. Oktober 2017 bis 19. März 2018       |
| 15      | 16       | 15. Oktober 2018 bis 3. Dezember 2018    |
| 16      | 10       | 10. Dezember 2018 bis 25. Februar 2019   |
| 17      | 18       | 7. Januar 2019 bis 25. November 2019     |
| 18      | 13       | 3. Februar 2020 bis 16. März 2020        |
| 19      | 26       | 4. Januar 2021 bis 29. März 2021         |
| 20      | 38       | 3. Januar 2022 bis 16. Mai 2022          |
| 21      | 35       | 2. Januar 2023 bis 1. Mai 2023           |
| 22      | 36       | 8. Januar 2024 bis 27. Mai 2024          |
| 23      | 32       | 6. Januar 2025 bis 21. April 2025        |

## Ableger

Logo des Ablegers Davina & Shania – We Love Monaco

Mit der Serie Davina & Shania – We Love Monaco gibt es seit Mai 2022 einen Ableger bei RTLZWEI mit bislang 4 Staffeln und 24 Folgen (Stand: 21. April 2025).

## DVD-Veröffentlichung
Die Staffeln 1 bis 22 liegen als DVD-Veröffentlichungen vor.